# Bernd Fuchs

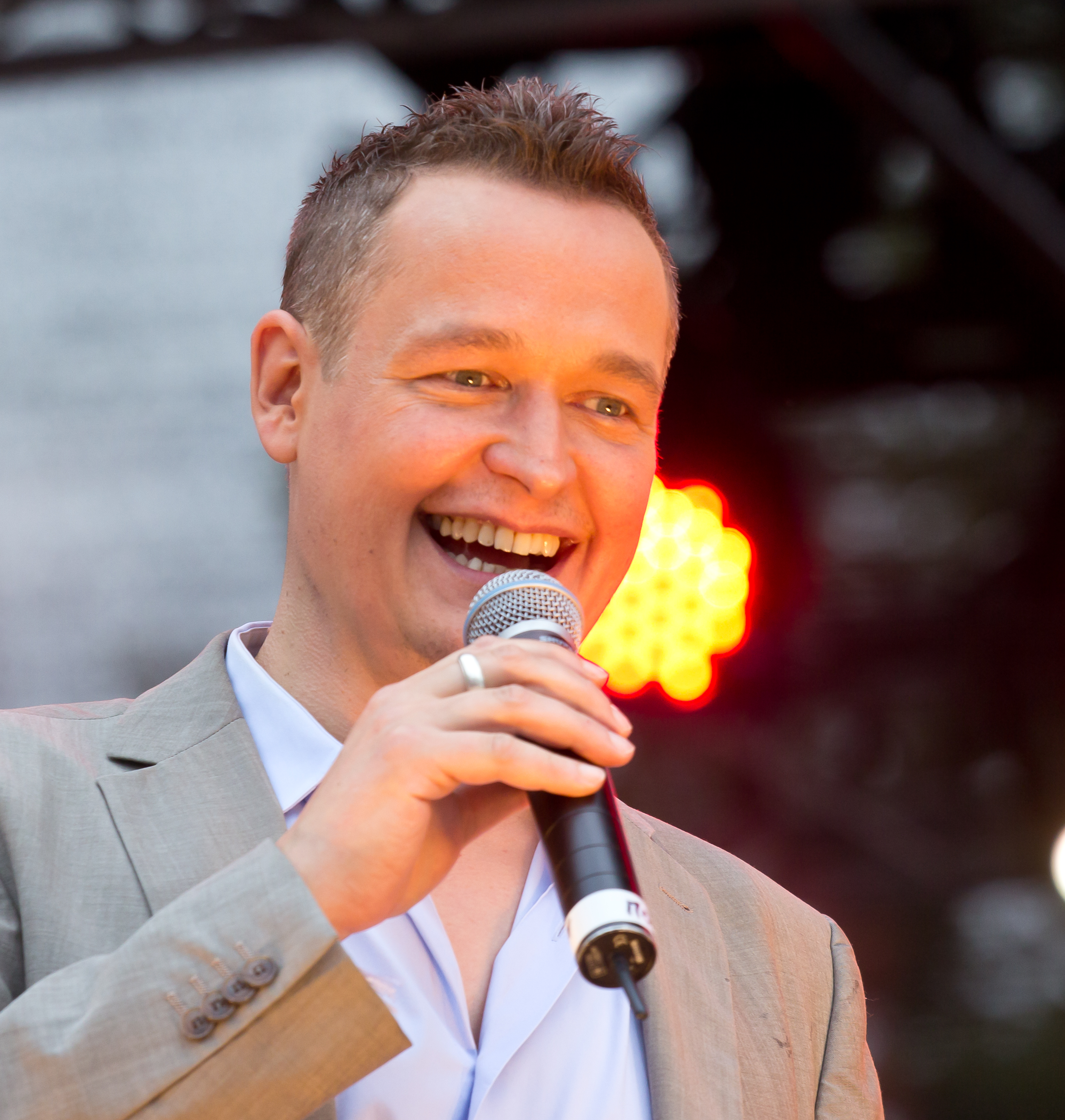
Bernd Fuchs als Moderator auf dem Cologne Pride 2014

Bernd Fuchs (* 23. Mai 1972 in Wuppertal) ist ein deutscher Fernsehmoderator.

## Leben und Karriere
Bernd Fuchs ist Sohn eines Pfarrers und wuchs in Wuppertal und Erkelenz auf. Er studierte Betriebswirtschaftslehre und Pädagogik. Derzeit wohnt er in Köln-Ehrenfeld. Zum Fernsehen kam er zunächst, um sein Studium zu finanzieren. Beim Westdeutschen Rundfunk in Köln waren seine ersten Stationen die Redaktionen der Sendungen Der 7. Sinn, ARD-Ratgeber: Heim und Garten und Tiere suchen ein Zuhause. Anschließend wechselte Fuchs in die Abteilung Presse und Kommunikation für den Fernsehsender VOX. Bei VOX bot man ihm mit Heartbeat seine eigene Show an.
1997 startete Fuchs seine Laufbahn bei RTL. Er ist Moderator der Wettervorhersage in den abendlichen Hauptnachrichten RTL aktuell. Er war zudem Wettermoderator in den Morgenmagazinen Punkt 6, Punkt 7 sowie Punkt 8. Von 2014 bis 2017 moderierte er live das werktägliche zweieinhalbstündige Vorgänger-Morgenmagazin Guten Morgen Deutschland. Seit Juli 2021 moderiert er das Klima Update im Wechsel mit Christian Häckl. Das circa einminütige Format wird immer donnerstags und samstags gegen 19:05 Uhr im Anschluss an RTL aktuell gesendet und befasst sich mit dem Klimawandel. Seit August 2021 moderiert er vertretungsweise das RTL-Mittagsjournal Punkt 12.
In weiteren Gastmoderationen war er bereits bei n-tv und bei RTL II zu sehen. Bernd Fuchs moderiert und präsentiert zudem seit vielen Jahren Live-Veranstaltungen.